# Myotis bocagei
Myotis bocagei es una especie de murciélago de la familia Vespertilionidae.

## Distribución geográfica
Se encuentra en Angola, Benín, Burundi, Camerún, República Centroafricana, República del Congo, República Democrática del Congo, Costa de Marfil, Guinea Ecuatorial, Etiopía, Gabón, Ghana, Guinea, Kenia, Liberia, Malaui, Mozambique, Nigeria, Ruanda, Senegal, Sierra Leona, Sudáfrica, Sudán, Tanzania, Togo, Uganda, Yemen, Zambia y Zimbabue.

## Hábitat
Su hábitat natural son: sabanas secas y húmedas.